# Anglona
L'Anglona è una regione storica nel nord della Sardegna che si affaccia sul Golfo dell'Asinara.

## Geografia fisica

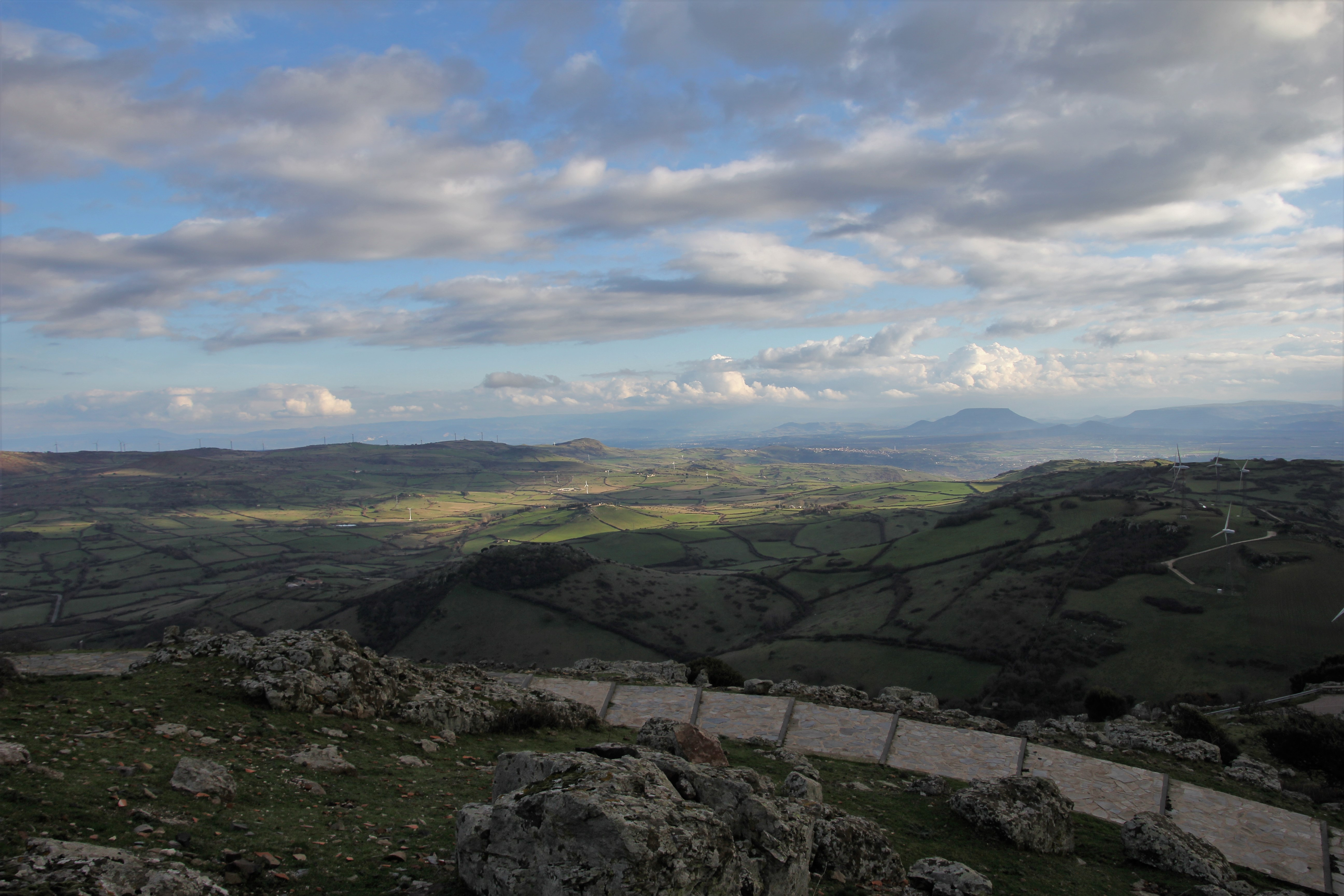
Paesaggio dell'Anglona

L'Anglona è delimitata a nord dal mare, a est dal fiume Coghinas, a sud dal Monte Sassu e a ovest dal fiume Silis e dal Monte Pilosu.
Il territorio è caratterizzato da una morfologia prevalentemente collinare, composta da piccoli altipiani di natura vulcanica o calcarea, adagiati su una base tufacea. La costa presenta una alternanza di spiagge e costoni rocciosi.

## Comuni
I 12 comuni dell'Anglona sono i seguenti:
| Pos.      | Stemma                        | Comune di            | Popolazione (ab) | Superficie (km²) | Densità (ab/km²) | Altitudine (m s.l.m.) |
| --------- | ----------------------------- | -------------------- | ---------------- | ---------------- | ---------------- | --------------------- |
| 1º        |                               | Castelsardo          | 5.630            | 43,34            | 129,90           | 114                   |
| 2º        |                               | Valledoria           | 4.293            | 24,45            | 165,43           | 16                    |
| 3º        |                               | Nulvi                | 2.611            | 67,38            | 38,75            | 478                   |
| 4º        |                               | Perfugas             | 2.257            | 60,88            | 37,07            | 90                    |
| 5º        |                               | Chiaramonti          | 1.538            | 98,61            | 15,60            | 430                   |
| 6º        |                               | Santa Maria Coghinas | 1.304            | 22,97            | 56,77            | 21                    |
| 7º        |                               | Sedini               | 1.229            | 40,51            | 34,34            | 350                   |
| 8º        |                               | Laerru               | 853              | 19,85            | 42,97            | 165                   |
| 9º        |                               | Erula                | 693              | 39,31            | 17,63            | 457                   |
| 10º       |                               | Tergu                | 610              | 36,88            | 16,54            | 284                   |
| 11º       |                               | Martis               | 465              | 22,96            | 20,25            | 295                   |
| 12º       |                               | Bulzi                | 447              | 21,67            | 20,63            | 250                   |
| 12 Comuni | (nessun emblema territoriale) | Anglona              | 21.930           | 500,31           | 43,83            |                       |

## Monumenti e luoghi d'interesse
La regione dell'Anglona presenta numerosi siti di interesse culturale e ambientale. Fra questi i più significativi sono:
- oltre quattrocento nuraghi dislocati nei vari comuni di cui alcune decine in buono stato di conservazione
- alcune tombe di giganti (Chiaramonti, Nulvi, Perfugas)
- circoli megalitici di Concas e Crabiles (Perfugas)
- il pozzo sacro di nuraghe Irru (Nulvi)
- il pozzo sacro di Predio Canopoli (Perfugas)
- la fonte sacra di Niedda (Perfugas)
- la necropoli di Su Murrone a Chiaramonti
- la necropoli di Niedda (Perfugas)
- la necropoli di S'Arede (Bulzi)
- la roccia dell'Elefante con la domus de janas (Castelsardo)
- la domus de janas di Sedini
- la domus de janas dell'Ariete (Perfugas)
- il Parco Paleobotanico dell'Anglona (Bulzi, Laerru, Martis, Perfugas)
- il castello dei Doria a Castelsardo all'interno del quale si trova il Museo dell'intreccio, dedicato all'attività di produzione di cestini in vimini e non solo, molto sviluppata nella zona;
- la torre di Castel Doria (Santa Maria Coghinas)
- la concattedrale gotica di Sant'Antonio Abate a Castelsardo;
- le chiese romaniche di:
  - San Nicola di Silanis di Sedini
  - Nostra Signora di Tergu
  - Santa Maria Maddalena a Chiaramonti
  - la chiesa di San Pietro delle Immagini o del Crocifisso a Bulzi
  - la chiesa di Santa Vittoria de Su Sassu (Perfugas/Erula)
  - la chiesa di Santa Maria de Foras (Perfugas)
  - la chiesa di Santa Maria degli Angeli col Museo Diocesano e il retablo di San Giorgio (Perfugas)
  - la chiesa di San Pantaleo (Martis)
  - la chiesa gotica di San Giorgio a Perfugas
  - la chiesa gotica di Sant'Andrea a Sedini
- la chiesetta romanica di San Leonardo a Martis
- la chiesa di santa Giusta a Chiaramonti
- reggia nuragica di Ui a Chiaramonti.
- Chiesa dell'Assunta (Nulvi)
- Candelieri massaios pastores mastros (Nulvi)
- Museo Archeologico e Paleobotanico (Perfugas)
- Museo EtnoAntropologico dell'Anglona (Perfugas)
- Museo etnografico (Nulvi)
- Chiesa di santa Tecla con annesso convento dei benedettini (Nulvi)
- la foresta pietrificata di Carrucana (Parco paleobotanico dell'Anglona di Martis)
- la cascata di Triulintas a Martis
- la cascata di Lu Tuvu (Santa Maria Coghinas)
- la cascata di Chirralza (Chiaramonti/Erula)
- il lago di Castel Doria (Santa Maria Coghinas/Perfugas/Bortigiadas)

## Economia
L'economia della zona è basata sull'agricoltura, grazie anche alle opere di bonifica della bassa valle del Coghinas, effettuate tra il 1920 ed il 1930, che hanno consentito di sfruttare meglio la piana dal Coghinas, zona fertile ma soggetta ad inondazioni. Le coltivazioni più diffuse sono quelle dei carciofi e dei pomodori. Negli anni '70 si è sviluppata, soprattutto nei comuni costieri, anche l'industria turistica, che ha visto la realizzazione di alberghi, residence, campeggi, e la trasformazione di alcune aziende agricole in alloggi di agriturismo.